# 德意志安魂曲
《德意志安魂曲》，又译作《德语安魂曲》，作品45，全称《德意志安魂曲，基于圣经经文而作》（德語：Ein deutsches Requiem, nach Worten der heiligen Schrift），为约翰内斯·勃拉姆斯所作合唱音乐。其是一部使用合唱团、管弦乐团、女高音男中音独唱各一的大型作品，谱于1865年至1868年间。该作品含7个乐章，合计时长为65分钟至80分钟，从而使此作成为勃拉姆斯最长的作品。
此《德意志安魂曲》具圣乐之庄严性质，然并非用于礼拜仪式者，并且不似长期之拉丁语安魂曲传统，此曲如其标题所示为一部以德语（「Deutsch」）写就之「安魂曲」。

## 背景
勃拉姆斯于1865年2月丧母，由此陷入巨大的丧母之痛，此事甚可能于《德意志安魂曲》有所启发。勃拉姆斯为罗伯特·舒曼于1856年7月之死而起的不绝感受或亦成一动机，然勃拉姆斯于此等事件缄口不言，使此推测并不明了。
勃拉姆斯原本设想之为一六乐章作品，此六乐章于定稿中之最终位置则分别为第I至第IV乐章及第VI至第VII乐章。至1865年4月底，其已然谱就第一、第二及第四乐章。第二乐章有使用一些1854年所作废弃音乐素材，是年舒曼心理崩溃并试图自杀，同年勃拉姆斯迁往杜塞尔多夫以会面克拉拉·舒曼及其幼子。
到1866年8月，勃拉姆斯谱成除今日之第五乐章外的全曲。约翰·赫贝克于1867年12月1日于维也纳指挥起首之三个乐章。此次部分之首演因对定音鼓手之乐谱之错误理解而惨淡进行：记作 pf 之乐段以 f 乃至 ff 之力度演奏，于第三乐章之赋格乐段几于淹没合奏乐团之其他部分。六乐章乐曲之初次演出于六个月后之圣周五，即1868年4月10日在不来梅主教座堂进行，由勃拉姆斯本人指挥，尤利乌斯·斯托克豪森（德語：Julius Stockhausen）作男中音演唱。演出大为成功，标志勃拉姆斯职业生涯之一转折。
1868年5月勃拉姆斯加作一乐章，成为最终作品内中第五乐章。此新乐章用女高音独唱及合唱团，初于1868年9月12日在苏黎世由伊达·苏特尔-韦伯偕弗里德里希·黑加尔指挥苏黎世音乐厅管弦乐团演唱。最终的七乐章版本于1869年2月18日在莱比锡由卡尔·赖内克指挥布商大厦管弦乐团及合唱团与独唱者埃米莉·贝林格拉斯-瓦格纳及弗朗茨·克吕克尔演出。

### 歌词文本
勃拉姆斯本人编集此曲歌词。对比于传统上罗马天主教的安魂弥撒之用拉丁语所作标准化歌词者，此曲之歌词取自以德语写就之路德圣经。
勃拉姆斯首次已知之使用《德意志（德语）安魂曲》标题是在1865年致克拉拉·舒曼之一信笈中，于其内勃拉姆斯写到其意图使作品成为「eine Art deutsches Requiem」，即「一种德语的安魂曲」。数年之后其发现罗伯特·舒曼已有计划创作同名作品，大受感动。标题中「Deutsches」一词所指首在语言，而非预期之听众。勃拉姆斯向不来梅座堂之音乐总监卡尔·马丁·赖因塔勒（德語：Carl Martin Reinthaler）表示其甚为乐意称此曲为「Ein menschliches Requiem」，即「人类安魂曲」。
罗马天主教会之安魂弥撒礼以为死人而作之祷告（「主啊，赐予他们永恒的安息」）起首，《德意志安魂曲》则注目于生者，以天国八福中之经文「哀恸的人有福了！因为他们必得安慰」为始。此主题，即从焦虑到安慰之转变，于其后除中央之第IV乐章及末尾之第VII乐章外的所有乐章中重复。虽有上主是安慰源头之思想，充满同情之人文主义亦贯通全曲而存。
勃拉姆斯有意忽略基督教之信条。在其与卡尔·赖因塔勒之通信中，赖因塔勒曾于此表达忧虑，而其时勃拉姆斯拒绝加入对赖因塔勒所描述「救主救赎性的牺牲」，如约翰福音第3章第16节所言者之引述。于此作之不来梅演出中，赖因塔勒自行插入从亨德尔《弥赛亚》中撷取之咏叹调「我知道我的救赎主活着」以遂神职人员之意。

## 分析
值得注意之配器设备有第一乐章小提琴之缺少；短笛、单簧管、一对之圆号、多支小号、一支大号之使用；并有定音鼓贯穿全曲，与第一及第七乐章结束部分之使用竖琴为共，其对竖琴之后一次使用更为引人惊异，以其自第二乐章中段起即未见奏响故。
《德意志安魂曲》于作曲上通过一带有大三度跳进的三音符动机联为一体，其后常随一同方向发展之半音音程。首次展露之合唱团起声于女高音声部奏出此动机（F-A-B♭）。此动机散布于每一乐章及此作许多音乐主题中。

### 配器
《德意志安魂曲》配器如下：
- 混声合唱
- 女高音独唱
- 男中音独唱

| - 木管 - 短笛 - 長笛：2 - 雙簧管：2 - 單簧管：2 - 低音管：2 - 倍低音管（選用） | - 銅管 - 圆号：4 - 小号：2 - 长号：3 - 大号 | - 定音鼓 | - 管风琴（選用） - 竖琴（二部或以上） - 弦樂器 |

### 结构
由于勃拉姆斯插入第五乐章，此作以第四乐章为中心呈对称结构，而第四乐章描绘上主「可爱的居所」。第I及第VII乐章以「Selig sind」（「……有福了」）起首，于第I乐章其取自登山宝训中之天国八福，而于第VII乐章其则取自启示录。此二慢乐章亦共用音乐元素，尤以其结尾为甚。第II及第VI乐章均为戏剧性的，其中第II乐章有关人生之倏忽本质，第VI乐章则有关死人之复活，道出关于一次改变之奥秘。第III及第V乐章则以独唱之声始。于第III乐章中，男中音祈求「Herr, lehre doch mich」（「主啊，求你教导我」），合唱团重复其词数次，是令此个人之祷告更为普世。于第V乐章中，女高音及合唱团歌以相异之经句，互相应和。与巴洛克式之神剧不同，独唱者不演唱任何咏叹调，而是作乐章结构之一部分。除第IV及第VII乐章有别外，近于所有之乐章皆连向不同之圣经经节而从苦痛与哀悼中引向安慰。本曲之最后一词与最先一词相同，即为「selig」（「有福了」）。
下表根据乐章编排，于同一乐章内部随圣经之引用（于合适处）通常亦导致情感变化，以速度、调及管弦乐编曲表达。各乐章标题作加粗处理。合唱团分四声部，而有少数个和声例外。因合唱团于全曲中恒在，表格中不特标明之。题目直译为参考原文而作，唯开头短句，正文则不列于内，同时提供正文对应经文于圣经和合本之链接。注意西文译本圣经之语序同中文译本有别，故或有不一一对应之处。勃拉姆斯于数节中以德文对速度及情感标记作标注，试图使之较于通行之意大利语速度记号更为精确。
| 标题                                           | 独唱   | 用调    | 速度                                                         | 节拍        | 正文对应                             | 题目直译                       |
| I                                              |        |         |                                                              |             |                                      |                                |
| ---------------------------------------------- | ------ | ------- | ------------------------------------------------------------ | ----------- | ------------------------------------ | ------------------------------ |
| Selig sind, die da Leid tragen                 |        | F大調   | Ziemlich langsam und mit Ausdruck （德语，甚缓慢，富于表情） | common time | 《馬太福音》第5章第4节参             | 忍受痛苦的人有福了             |
| Die mit Tränen säen, werden mit Freuden ernten |        | 降D大調 |                                                              |             | 《詩篇》第126篇参第5节至第6节        | 流泪撒种的，必欢呼收割         |
| Selig sind, die da Leid tragen                 |        | F大調   |                                                              |             |                                      | 忍受痛苦的人有福了             |
| II                                             |        |         |                                                              |             |                                      |                                |
| Denn alles Fleisch, es ist wie Gras            |        | 降B小調 | Langsam, marschmäßig （德语，缓慢，如进行曲）                | 3/4         | 《彼得前書》第1章第24节参            | 凡有血气的，尽都如草           |
| So seid nun geduldig                           |        | 降G大調 | Etwas bewegter （德语，略为更活泼）                          |             | 《雅各書》第5章第7节参               | 所以要忍耐                     |
| Denn alles Fleisch, es ist wie Gras            |        | 降B小調 | Tempo I （回复第I乐章之速度）                                |             |                                      | 凡有血气的，尽都如草           |
| Aber des Herrn Wort bleibet in Ewigkeit        |        | 降B大調 | Un poco sostenuto （略持续）                                 |             | 《彼得前書》第1章第25节参            | 但主的道永远长存               |
| Die Erlöseten des Herrn werden wiederkommen    |        |         | Allegro non troppo （不太快的快板）                          | common time | 《以賽亞書》第35章第10节参           | 主救赎的民必归回               |
| Freude, ewige Freude                           |        |         | Tranquillo （安静地）                                        |             |                                      | 快乐，永远的快乐               |
| III                                            |        |         |                                                              |             |                                      |                                |
| Herr, lehre doch mich                          | 男中音 | D小调   | Andante moderato （温和的行板）                              | common time | 《詩篇》第39篇参第4节                | 主啊，求你教导我               |
| Ach, wie gar nichts                            | 男中音 |         |                                                              | 3/2         | 《詩篇》第39篇参第5节至第6节         | 啊，何等虚幻                   |
| Ich hoffe auf dich                             |        | D大調   |                                                              |             | 《詩篇》第39篇参第7节                | 我的指望在乎你                 |
| Der Gerechten Seelen sind in Gottes Hand       |        |         |                                                              | 4/2         | 《所罗门智训》第3章第1节             | 义人的灵魂在上帝手中           |
| IV                                             |        |         |                                                              |             |                                      |                                |
| Wie lieblich sind deine Wohnungen              |        | 降E大調 | Mäßig bewegt （德语，适当活泼）                              | 3/4         | 《詩篇》第84篇参第1节、第2节、第4节  | 你的居所何等可爱               |
| V                                              |        |         |                                                              |             |                                      |                                |
| Ihr habt nun Traurigkeit                       | 女高音 | G大調   | Langsam （德语，缓慢地）                                     | common time | 《約翰福音》第16章第22节参           | 你们现在也是忧愁               |
| Ich will euch trösten                          |        |         |                                                              |             | 《以賽亞書》第66章第13节参           | 我要安慰你们                   |
| Sehet mich an                                  | 女高音 | 降B大调 |                                                              |             | 《便西拉智训》第51章第27节           | 看我                           |
| Ich will euch trösten                          |        |         |                                                              |             |                                      | 我要安慰你们                   |
| Ihr habt nun Traurigkeit                       | 女高音 |         |                                                              |             |                                      | 你们现在也是忧愁               |
| Ich will euch trösten                          |        | G大调   |                                                              |             |                                      | 我要安慰你们                   |
| VI                                             |        |         |                                                              |             |                                      |                                |
| Denn wir haben hie keine bleibende Statt       |        | C小調   | Andante （行板）                                             | common time | 《希伯來書》第13章第14节参           | 因我们在这里没有常存的地方     |
| Siehe, ich sage euch ein Geheimnis             | 男中音 | 升F小調 |                                                              |             | 《哥林多前書》第15章第51节至第52节参 | 看哪，我把一件奥秘的事告诉你们 |
| Denn es wird die Posaune schallen              |        | C小调   | Vivace （活泼地）                                            | 3/4         | 《哥林多前書》第15章第52节参         | 因号筒要响                     |
| Dann wird erfüllet werden                      | 男中音 |         |                                                              |             | 《哥林多前書》第15章第54节参         | 那时就应验了                   |
| Der Tod ist verschlungen in den Sieg           |        |         |                                                              |             | 《哥林多前書》第15章第54节至第55节参 | 死被得胜吞灭                   |
| Herr, du bist würdig                           |        | C大調   | Allegro （快板）                                             | 4/2         | 《啟示錄》第4章第11节参              | 主，你是配得上的               |
| VII                                            |        |         |                                                              |             |                                      |                                |
| Selig sind die Toten                           |        | F大調   | Feierlich （德语，庄严地）                                   | common time | 《啟示錄》第14章第13节参             | 死去的人有福了                 |
| Ja, der Geist spricht, daß sie ruhen           |        | A大調   |                                                              |             | 同上                                 | 圣灵说：「是的，他们息了……」   |
| Selig sind die Toten                           |        | F大调   |                                                              |             |                                      | 死去的人有福了                 |

## 评价
多数之评论者评及此作中所展现之高度的技艺性，并有赞赏其准古典之结构（例如，第三及第六乐章于其高潮部分带有赋格）。然非所有评论者皆于此作作有利反响。萧伯纳为公开的「瓦格纳党人」（英語：Wagnerite，意指「瓦格纳之追随者」），写道「它只可能是从一流的殡仪馆里出来的」。亦有部分评论者疑惑于其对明显基督教内容之缺乏，而于勃拉姆斯而言此作与其称为基督教之作品毋宁称为是人文主义的。

## 錄音推薦
- Sinopoli, Giuseppe. Popp, Lucia. Brendel, Wolfgang.  (CD). 3D Classics. Deutsche Grammophon. Barcode 028942948624.
- Lehmann, Fritz. Stader, Maria. Wiener, Otto.  (CD). The Originals. Deutsche Grammophon. Barcode 028945771021.

## 改编
1866年勃拉姆斯将六乐章版本之此《安魂曲》为钢琴独奏而作改编，其于是年圣诞节将此事透露予克拉拉·舒曼。
勃拉姆斯有为全七乐章之版本准备一套以钢琴二重奏伴奏演出之改编版本，是作成一可接受之替代伴奏，得为合唱团及独唱者之于全套管弦乐队不可得情况下所用。人声部分亦可删减，暗示其亦有意设计成或为家用而作之自足版本。此改编版本于其1871年7月10日在伦敦上演的首次完整之英国演出中获用以英文演唱，而演出地则在亨利·汤普生爵士与其夫人，钢琴家凯特·洛德尔（英語：Kate Loder）之家中演出。是次演出之钢琴师为凯特·洛德尔及西普里亚尼·波特（英語：Cipriani Potter）。此次钢琴二重奏伴奏版本之《安魂曲》以「伦敦版」（德語：Londoner Fassung）见知。
芭芭拉·布尔曼（英語：Barbara Buehlman）对第一乐章而为管乐团所作之一改编以「有福了」（英語：Blessed Are They）为题，已成彼乐团作品之一标准组成长达多年。

## 衍生作品
- 《德意志安魂曲》于豪尔赫·路易斯·博尔赫斯1949年作之短篇小说《Deutsches Requiem》及菲利普·克尔之小说《A German Requiem》的标题有所启发。
- 本作第二乐章之起首「凡有血气的，尽都如草」见用于BBC之纪录电影系列《纳粹：历史的警示》（英語：The Nazis: A Warning from History）的片头字幕，而此乐章之多个部分则用于片尾字幕。

## 延伸阅读
- Geiringer, Karl; Irene Geiringer. . Da Capo Press. 1947: 92. ISBN 978-0-306-80223-2.
- Musgrave, Michael. . Cambridge University Press. 1996. ISBN 978-0-521-40995-7.
- Musgrave, Michael; Bernard D. Sherman. . Cambridge University Press. 2003: 131. ISBN 978-0-521-65273-5.
- Van Camp, Leonard. . Alfred Music Publishing. 2002. ISBN 978-0-7579-9859-1.